# آنتون کرایخسمان
آنتون کرایخسمان (هلندی: Anton Krijgsman; ۵ مهٔ ۱۸۹۸ – ۱ مهٔ ۱۹۷۴) دوچرخه‌سوار اهل هلند بود.